# わがまま!気まま!旅気分
『わがまま!気まま!旅気分』（わがまま きまま たびきぶん）は、BSフジならびにフジネットワーク（FNS＝フジテレビ系列）各局で放送される紀行番組である。製作はFNS各局持ち回りで、BSフジでは2000年12月の開局時から放送されている。
番組表表記は場合により『旅気分』と短縮して記載されることもある。

## 概要
日本各地または海外の観光地や名所などを、FNS各局のアナウンサーやタレントが体当たりレポートする。タイアップも多く、視聴者プレゼントもある。
2000年より『めざましテレビ公認 わがまま!気まま!旅気分』のタイトルで放送開始し、このタイトルを長年使用してきた。ただ「めざましテレビ公認」を標榜してきたものの、地上波で放送している『めざましテレビ』および姉妹番組の『めざましどようび』と直接連動しているわけではなく、『めざましテレビ』担当の各局アナウンサーがリポーターとして登場することがある程度である。NNN/NNSクロスネットのテレビ大分 も参加している。
番組は原則としてハイビジョン制作である。しかしながら、制作開始当初（地上デジタル放送の全国での開始以前）は参加局の大多数が標準画像で制作していたため、テレビの機種によっては額縁放送になることも少なくなかった。
また2000年代末期以降、親番組『めざましテレビ』の中継数が減少傾向であること や、2000年代後半頃からの経済不況による広告収入の落ち込みなどによって、各局とも番組の企画と製作に非常に苦労しており、年度によってはその局が製作を見送る場合もある。特に2009年度は、各局とも経営悪化による製作費削減の影響で、これまで年2回以上製作していた局の大半で製作本数が減少した。この影響で、BSフジでの放送が休止になる週も続出した。一方で2010年度以降、製作本数を増やしている局もある。
なお、視聴者プレゼントの宛先は2010年度までは製作局のみだったが、2011年度よりBSフジでの全国放送はBSフジ、地上波放送分は製作局とそれぞれ異なる宛先となった。宛先告知は地上波・BS用ともに製作局が作り、製作局とBSフジのそれぞれで差し替えている。また放送回によっては視聴者プレゼントがない場合もある。
2012年度より『めざましテレビ』がフルリニューアルされたのにともない「めざましテレビ公認」がタイトルから外れ、『わがまま!気まま!旅気分』に改題した。

## 歴史
BSフジにおける最初の放送は開局翌日となる2000年12月2日だが、フジテレビではBS開局2ケ月前の同年10月3日に、地上波の「チャンネルα」（関東ローカル）で放送されたBSフジ紹介番組『BSフライングTV!』（15:00-15:58）内で、同局製作の第1回作品（出演：伊藤利尋、吉田恵 が放送された。
初期の頃は、製作回によって冒頭に『めざましテレビ』キャスターの大塚範一と小島奈津子（当時アナウンサー）が同番組のスタジオで挨拶する映像が挿入されていたことがあった（主に初期のフジテレビ製作分）。
BSフジの開局当初は、当然のことながらソフト不足などにより、同じ放送回を2回以上放送していたこともある。

## 放送時間・編成

### BSフジ
毎週土曜日 5:00 - 5:55（55分 ※4月上旬〜中旬、年末年始などを除く）。
- 主に製作局の地上波より先行で放送される（製作局で当日放送される場合もある）。また、編成によっては、遅れで放送される場合もある[10][11]。
- 開局以来変わらず、毎週土曜日に放送されている。2000年12月から2011年3月（約10年間）は12:00 - 13:25（85分）の枠で放送されていた。
- その後、2011年4月2日より1時間繰り下げ、従来より30分短い13:00 - 13:55（55分）枠への移動された。
- 2012年4月21日より2時間繰り上げて11:00 - 11:55（55分）の枠に変更、午後枠から午前枠へ移動となった。
- 2015年5月2日より4時間繰り上げ、7:00 - 7:55（55分）の枠に移動して放送。これにより15年目にして昼枠から朝枠へ移動となった。
- 2017年度からはさらに1時間繰り上げられ、最も早い6:00 - 6:55の放送となった。
- 2022年度からはさらに1時間繰り上げられ、最も早い5:00 - 5:55の放送となった。
- スポーツ中継（MLB、なでしこリーグ、bjリーグ）や特別番組などの関係で、時刻（もしくは放送日）を変更して放送する場合もある。
- 2011年度は作品により、85分ないし90分まで拡大して放送する場合もあったが、2012年度はすべての回が55分となっている。
- 週および季節によっては放送時間が変更または休止となる場合もある。
- 2本立てで放送される場合もある。2011年度の場合、1本目は通常の放送（13:00 - 13:55）とし、2本目はミニ番組を挟み14:00 - 14:55に枠を追加しての放送となっていた。ただし、逆のケースとして1本目を追加枠（12:00 - 12:55[12]）とし、BSフジNEWSの後、2本目は通常枠として放送される場合もある（2011年度の場合、7月2日には1本目[13] を12:00から、2本目[14] を通常枠の13:00から放送（同日に両製作局ともに地上波でも放送）。7月23日には1本目[15] を通常枠の13時台に、2本目[16] を14:00にそれぞれ放送[17]。また10月15日は特別編成を行った関係で、1本目[18] を11:00から、2本目[19] を12:00から放送するという変則的な措置が取られた[20]）。また、編成によっては別番組を挟む場合もある。
- 年末年始の特別編成期間（12月最終週、1月第1週）および4月第1 - 3週にかけては放送が休止となるほか、特別番組が編成された場合など放送休止することもある（土曜日が祝日にあたる場合、本枠に特別番組に差し替えられることがある）。なお正午枠時代[21]、差し替え番組が55 - 60分の場合は、穴埋めとして30分番組（『カンニングのDAI安吉日!』など）が放送されることもあった。
- 2008年までは毎年4月は1ケ月間放送休止だったが、2009年度以降は4月最終週から放送開始されている。（その年の編成状況により、5月第1週 - 3週まで放送休止となることもある）。2012 - 2013年度は4月第3週から、2014年度は4月第4週から放送開始となった。

### FNS各局
FNS各局でも、製作した局がBSフジ放送の前後に放送している（当日、同時間帯に放送する場合もある。また周辺地域のFNS系列局などが放送する場合もある）。フジテレビでは通常放送はないものの、深夜の『メディアの苗床』枠でときおり放送されることがある。
（85分枠時代、地上波では、おおよそ54 - 85分の枠で放送されていた（編成により異なる））

## タイトルロゴ
- 初代（使用期間：2000年10月[22] - 2009年3月）
「めざましテレビ」のタイトルロゴの書体をベースにしたものを使用。上段は小さく「めざましテレビ」のロゴと「公認」の文字。中段は中文字で低いカーブを描くように「わがまま!」「気まま!」、下段は大きく○に「旅」□に「気」「分」と表記。各文字、グラデーションと影による演出が施された。
タイトルの表示アニメーションは製作局ごとに異なっており、局によっては予算の関係上、静止画で表示されることもあった。
- 2代目（使用期間：2009年4月 - 2012年3月）
「めざましテレビ」ロゴと「公認」「わがまま!」「気まま!」は初代のものを流用しレイアウト変更。「旅気分」はフォントを一新、丸みのかかったものに変更された。全体的に文字に立体演出を施したほか、上段左（めざましテレビロゴ部分）にスニーカー、上段右（「わがまま!気まま!」の間）にカラフルな気球とお金、下段には中間にスーツケース、両隣には赤い列車と線路、とそれぞれ旅にちなんだものが描かれている。
タイトルアニメーションはスーツケースからタイトル文字と気球、お金、列車、線路が飛び出す、といったものとなっている。
- 3代目（使用期間：2012年4月 - ）
タイトル変更[23] に伴い、レイアウトを大幅に変更。はためくフラッグに斜体で「わがまま!気まま!」、下にやはり斜体で大きく「旅気分」と書かれたものとなった。フラッグのポールの色は赤茶色。ロゴの周囲の青色（青空と海）の背景ベースには、デフォルメされた日本列島と、日本列島上の雲、列島の周りを飛び交う音符、左上に新幹線、右下に飛行機、雲の上に島が描かれている。また、日本列島上にはそれぞれの地域を表すものが置かれている。

放送では原則として現行のものを使用する。なお、2代目使用期（2011年度まで）は放送回によっては初代ロゴが使用されることもあった。

## テーマ曲
- 2000.12 - 2012.3『最後のわがまま』（歌：Le Couple 作詞：藤田恵美 / 作曲：藤田隆二 / 編曲：澤近泰輔） - シングル「Song of Love」(2001.7.4発売)収録曲[24]。番組開始時から一貫してオープニング・エンディングに使用してきたが、2012年4月の番組リニューアルに伴い使用を終了した。
- 2012.4 - 現在：オープニングは番組オリジナル曲を使用。エンディングは放送回ごとに異なる。

## 連動データ放送
BSフジでは2000年12月の番組開始当初から連動データ放送を実施しており、リモコンのボタン一つでおすすめの宿（出演者の宿泊先）、店（出演者が立ち寄った店やスポットなど）、土産物の情報を見ることができた。また、トップページには『めざましテレビ』司会の女性アナウンサー（当初は小島奈津子、2003年4月以降は高島彩。いずれも当時フジテレビ在籍）の顔写真とコメントが掲載されていた。
土産物の情報ページでは放送回により、プレゼント情報を掲載していた（ただし、視聴者プレゼントがない場合は掲載なし。また、放送でのプレゼント賞品の点数が多い場合もページ数の関係で掲載しないことが多かった）。
なお、連動データ放送は2009年3月28日放送（「さとう珠緒 の〜んびり 熊本湯の旅」、テレビ熊本製作）をもって終了している。

## 製作局・主な出演者
出演者の組み合わせは主に局アナウンサー＋タレント、というのが慣例だが、局アナウンサー数人のみ、タレント数人のみ、または地元局アナウンサー＋フジテレビアナウンサーという組み合わせが発生することもある。また、番組のナレーションは原則として製作局のアナウンサーが担当する（局によっては、声優などが担当していることもある）。（2019年現在）
凡例
◎ 『めざましテレビ』出演者（現在、過去含む）
● 　都道府県出身者
□ 　局アナウンサー（元局アナウンサー）
| 地 区 ブロック    | 放送対象地域    | 製作局                     | 製作著作の クレジット表示 | 主な出演者 | 備考 |
| ----------------- | --------------- | -------------------------- | ------------------------- | --- | --- |
| 北海道・ 東北地方 | 北海道          | 北海道文化放送（UHB）      | uhb北海道文化放送         | アナウンサー、タレント（一部●） | |
| 北海道・ 東北地方 | 岩手県          | 岩手めんこいテレビ （mit） | 岩手めんこいテレビ        | アナウンサー、タレント数名 | 岩手県の他、青森県の旅も製作を担当する。                                                                       |
| 北海道・ 東北地方 | 宮城県          | 仙台放送（OX）             | 仙台放送                  | アナウンサー、タレント数名 | |
| 北海道・ 東北地方 | 秋田県          | 秋田テレビ（AKT）          | 秋田テレビ                | アナウンサー、タレント1-3名（元祖爆笑王ほか）                                                                                         | |
| 北海道・ 東北地方 | 山形県          | さくらんぼテレビ（SAY）    | さくらんぼテレビジョン    | 大東めぐみ、白崎映美（上々颱風）● / ナレーション：古川登志夫(2018年6月の第22弾は龍田直樹)                                             | |
| 北海道・ 東北地方 | 福島県          | 福島テレビ（FTV）          | [ 27 ]                    | アナウンサー（藺草英己ほか）、タレント（一部●）                                                                                       | |
| 中部地方          | 新潟県          | NST新潟総合テレビ（NST）   | NST                       | タレント1-2名、アナウンサー | |
| 中部地方          | 長野県          | 長野放送（NBS）            | 長野放送                  | アナウンサー（西尾佳、平松奈々◎ほか）、タレント1-2名                                                                                  | |
| 中部地方          | 富山県          | 富山テレビ（BBT）          | BBT                       | タレント、アナウンサー各1名 | |
| 中部地方          | 石川県          | 石川テレビ（ITC）          | [ 30 ]                    | タレント数名 | 石川テレビ製作回でのCMは地上波・BSとも共通で放送される（これ以外は番組宣伝などが放送される）。                 |
| 中部地方          | 福井県          | 福井テレビ（FTB）          | 福井テレビ                | アナウンサー数名 | |
| 中部地方          | 静岡県          | テレビ静岡（SUT）          | テレビ静岡                | タレント1組、アナウンサー | |
| 中部地方          | 中京広域圏      | 東海テレビ（THK）          | 東海テレビ                | タレント1-3名、アナウンサー / ナレーション：木村匡也または古川登志夫                                                                  | |
| 中国・ 四国地方   | 岡山県・ 香川県 | 岡山放送（OHK）            | [ 31 ]                    | アナウンサー、タレント | 岡山県・香川県エリア以外にも徳島県の旅も製作。また海外ロケも行うことがある。                                   |
| 中国・ 四国地方   | 広島県          | テレビ新広島（TSS）        | ここからっ!TSS            | アナウンサー（衣笠梨代ほか）、タレントなど1-2組                                                                                       | 広島県以外にも山口県、大分県 の旅も製作を担当する場合がある。                                                  |
| 中国・ 四国地方   | 鳥取県・島根県  | さんいん中央テレビ （TSK） | TSKさんいん中央テレビ     | アナウンサー1名、タレント1-2名 | |
| 中国・ 四国地方   | 愛媛県          | テレビ愛媛（EBC）          | テレビ愛媛                | アナウンサー、タレント1-2名 | |
| 中国・ 四国地方   | 高知県          | 高知さんさんテレビ （KSS） | 高知さんさんテレビ        | アナウンサー（西尾真鈴ほか）、タレント（一部●）                                                                                       | |
| 九州・ 沖縄地方   | 福岡県          | テレビ西日本（TNC）        | テレビ西日本              | 地元タレントを中心に起用 | 福岡県内の収録回で、福岡ソフトバンクホークスの選手が、まれに出演することもある。また、海外ロケ収録の回もある。 |
| 九州・ 沖縄地方   | 佐賀県          | サガテレビ（STS）          | [ 44 ]                    | 地元タレントを中心に起用 | |
| 九州・ 沖縄地方   | 長崎県          | テレビ長崎（KTN）          | テレビ長崎                | アナウンサー・リポーター、地元タレント                                                                                                | |
| 九州・ 沖縄地方   | 熊本県          | テレビ熊本（TKU）          | TKUテレビくまもと         | アナウンサー、タレント1-2名、リポーター。地元タレントの起用が多い九州・沖縄地区の局の中では、東京からタレントを積極的に起用している。 | |
| 九州・ 沖縄地方   | 大分県          | テレビ大分（TOS）          | TOSテレビ大分             | アナウンサー（小笠原正典、野島亜樹●ほか）                                                                                             | 日本テレビ系列とのクロスネット局。参加局で唯一「めざましテレビ」「めざましどようび」をネットしていない。       |
| 九州・ 沖縄地方   | 宮崎県          | テレビ宮崎（UMK）          | UMK                       | アナウンサー・リポーター | 日本テレビ系列・テレビ朝日系列とのトリプルクロスネット局                                                       |
| 九州・ 沖縄地方   | 鹿児島県        | 鹿児島テレビ（KTS）        | KTS鹿児島テレビ           | アナウンサー・リポーター、地元出身タレントなど                                                                                        | |
| 九州・ 沖縄地方   | 沖縄県          | 沖縄テレビ（OTV）          | 沖縄テレビ                | 地元タレントほか | |

### 参加休止中の局
- フジテレビ：めざましファミリーから出演。BSフジ開局当初は、関東地方の旅（東京、横浜、箱根など）の回を多く製作していた。その後は毎年春と年末の2回ペースであり、2010年度まで『めざましテレビ』のスピンオフとして海外収録作品を年2本製作していた[54]。
- 関西テレビ放送：企画内容により出演者が異なる[55]。2011年度以降は自局としては製作していないが、中国・四国ブロックの局の放送回を遅れネットで放送することがある。

なお、関東・近畿地方でロケを行う回は2015年現在、系列の他局が製作する場合がある。

### 制作協力
- めんこいエンタープライズ - 岩手めんこいテレビ製作分
- 富士テレネット - テレビ静岡製作分
- 東海テレビプロダクション - 東海テレビ製作分
- エキスプレス - 関西テレビ製作分
- メディアプルポ - 関西テレビ製作分
- TSSプロダクション - テレビ新広島製作分
- EBCプロダクション - テレビ愛媛製作分、高知さんさんテレビ（過去にテレビ愛媛と共同製作）
- VSQ - テレビ西日本、サガテレビ、テレビ熊本など、九州ブロック局の製作分（一部の回を除く）

### 過去の出演者
※アナウンサーなどの役職は出演当時。年月はBSフジ放送基準、×は故人。
- 北海道文化放送：竹中美彩◎□、加藤寛◎
- 岩手めんこいテレビ：熊谷麻衣子◎□[57]→坂口奈央◎→野牛あかね◎→大久保涼香□
- 仙台放送
  - 柳沢剛◎□（2001年度 - 2005年度）→出射由佳◎□（2005年度 - 2007年度）
  - （柳沢と共演した仙台放送アナウンサー）長田麻衣子□[46]、佐藤亜樹□、出射由佳◎□
  - 狩野英孝●、サンドウィッチマン●、マギー審司●
  - 2009年度『鉄ちゃんと行く!』シリーズ：佐藤唯、木村裕子、ダーリンハニー、浅見博幸、寺田早輪子、早坂牧子□
- 秋田テレビ：藤田智彦◎□、片桐千晶◎□、ブラボー中谷●
- さくらんぼテレビ：遠藤敦子◎□、柳沢剛（仙台放送）
- 福島テレビ：関口由香里◎□、藤村さおり◎（フジテレビ）
- フジテレビ（括弧内は当時の担当番組）
  - 吉田恵◎、伊藤利尋◎、石本沙織◎○、野仲美貴◎（以上、『めざましテレビ』）
  - 杉崎美香◎（『めざまし天気』、『めざましどようび』、『メディア見たもん勝ち!ゼルマ』、『めざにゅ〜』）
  - 高橋真麻◎□、遠藤玲子◎（以上、『めざまし天気』、『めざにゅ〜』）
  - 宮瀬茉祐子◎□、パンチ佐藤◎[33]（以上、『めざましどようび』）

この他にも、フジテレビ製作回ではめざましファミリー以外のタレントが出演している回もあった（関塚裕二（『あいのり』出演者）など）。
- NST新潟総合テレビ：大坪幸代◎□、木竜亜希子◎□、村山千代□、中田エミリー◎□、廣川明美、市野瀬瞳◎□
- 長野放送
  - 今泉知子◎□、宮本利之◎、御影倫代◎□、吉崎仁康◎□、菰田敦子、大谷香奈絵、倉見慶子、吉田圭吾□
  - その他、宮本の出演回に梅津弥英子（フジテレビ）、川島省吾（劇団ひとり）[58] が出演した。
- 富山テレビ
  - 松岡みゆき◎□、中村理恵◎□
  - 2008年度まではフジテレビアナウンサーが毎回1名ずつ出演しており、深澤里奈、石本沙織●、宮瀬茉祐子、大島由香里が出演した。
- 石川テレビ：竹嶋和江◎□、原秀二□、植杉尚子□、矢内環□、髙田真希
- 福井テレビ：松下尚史◎□、丸山勝義◎□、福田布貴子□、松山桃子◎□、名越涼子□、大塚奈央子□
- テレビ静岡
  - パンチ佐藤[33] - 第1回作品から2008年度まで一貫して出演していた。
  - （テレビ静岡アナウンサー（退職者含む））：小林美幸◎□、橋口文恵□、近藤英恵◎□、田中宏枝、平野有海、木村英里◎□
- 東海テレビ（以下はこれまでの主な出演者組み合わせ）
  - 【初期】宮沢桃子◎+武田梨沙子[59]●。/ 武田は宮沢を『一人前の大人のアナウンサーに仕立て上げる』ようアナウンス部長からお達しがあり、宮沢の教育係という設定だった。
  - 【2001年10月から】武田梨沙子+福島智之◎、吉井歌奈子□ / 福島と武田による凸凹珍道中で、吉井が随所にいるというサプライズ的な要素があった。
  - 【2002年10月から】福島智之+坂口美奈子● / 同局公式サイトで番組で制作されたオリジナルカレンダーのプレゼントがあった。
  - 【2004年 - 2005年】福島智之+タレント数名
  - 【2006年8月 - 2008年7月】木之元亮（俳優）+三浦茉莉□（2006年8月 - 2008年3月）→成嶋早穂[60]□（2008年7月） / 「旅の達人VS旅の初心者」シリーズ[62]
- 関西テレビ
  - 関西テレビでは初期（2000年 - 2001年）、大阪・京都・神戸などでロケを行ったドラマを製作していた。第2作では3都市すべてが舞台となった。

  - 【第1作（タイトル不明） 2000年12月9日】
    - 出演：勝野洋

  - 【第2作『恋旅しませんか?〜3つの街の3つの恋物語〜』 2001年3月17日】（同年5月6日深夜に関西ローカルで放送。大阪に本社がある三洋電機の一社提供）
    - 神戸編「好きと言えなくて」：黒坂真美、中川礼二（中川家）、水野麗奈
    - 大阪編「おかえりなさい」：今井恵理（シェイプアップガールズ）、藤本隆宏
    - 京都編「約束ですよ」：吹石一恵、川岡大次郎、今村雅美

  - 回を問わず、藤本景子◎○が随所に出演していた。
- 岡山放送
  - 上岡元◎（ナレーションも担当※一部の回を除く）、久保さち子◎、安藤久美子◎□（2003年 - 2004年）、魚住咲恵◎□（2005 - 2009年）、萩原渉、高橋圭子◎
- テレビ新広島
  - 伊藤里絵◎□→石井百恵◎→金田祐幸◎→天野陽子◎→三上絵里
  - 猿岩石●[63]、テツandトモ、神園さやか、彦摩呂、水玉れっぷう隊、ランディ・マッスル、やるせなす、安田大サーカス、桜塚やっくん×、松村邦洋
- 山陰中央テレビ：竹内駒英◎□、枡田史子◎□、岩田浩岳◎□[64]、岡本敦□、河野美知◎□
- テレビ愛媛：鶴田由香◎□、橋本利恵◎□
- 高知さんさんテレビ：沖田総平◎[37]、尾辻舞◎□、野村舞◎、島田愛[65]、寺島舞□、石田浩子□

※当初、テレビ愛媛と高知さんさんテレビは共同製作という形を取っていた。
- テレビ西日本：ビビる大木、鈴木紗理奈、松村邦洋、博多華丸・大吉●
- サガテレビ：荒尾千春◎□[66]
- テレビ長崎：松永友幸◎●□、越中哲也●、石井かなえ[67]●、河波貴大□（2009年度）
- テレビ熊本
  - （アナウンサー（退職者含む））：西村佳良子◎●□、恒松聡美◎□、田中朝子◎□[68]、中原理菜◎[69]、木村佳那子□
  - [70]荻野目慶子、室井佑月、柏原芳恵、映美くらら、さとう珠緒、高橋久美子●[71]
  - 初期には、テレビ熊本の番組『若っ人ランド』のレギュラー出演者(高村公平ほか)もリポーターとして参加していた。
- テレビ大分：岡村誠之●[72]、工藤健太□、財前真由美□[73]、野間洋子□、手柴真由美□[74]
- テレビ宮崎：高橋巨典◎●（2001年 - 2006年）、佐々木六華◎、鶴衛真理□、鶴田麻貴子□、林由里子□、赤間瞳□、東国原英夫●[75]
- 鹿児島テレビ：坪内一樹◎、上片平健◎、石神愛子、武田みどり[76]
- 沖縄テレビ：平良いずみ◎●、古川貴裕□

## 放送履歴
放送日はBSフジを規準とする。なお、製作局の放送時間、出演者役職などは当時のもの。また、表内の出演者のNaはナレーションを意味する。
※通常は土曜日6:00 - 6:55の枠で放送する。
※特別編成などにより、放送日時変更および休止の場合もある。
※地上波では周辺地域および該当ブロックで遅れネットあり。
FNS系列局が所在しない県では他系列の局で遅れネットする場合もある。また、独立局（KBS京都、サンテレビ、テレビ神奈川（tvk）など）でも放送されることがある。